# Юрген Нойкирх
Юрген Нойкирх (на немски: Jürgen Neukirch) е германски математик.
Роден е на 24 юли 1937 година в Дортмунд. През 1964 година завършва математика в Бонския университет. След престой в Канада и Съединените американски щати преподава в Бонския (1969 – 1971) и Регенсбургския университет. Работи главно в областта на алгебричната теория на числата.
Юрген Нойкирх умира на 5 февруари 1997 година в Регенсбург.